# Nederlandse strip
De Nederlandse strip is het geheel van beeldverhalen gemaakt door Nederlandse auteurs en beeldverhalen bestemd voor de Nederlandse markt. Het begin van de Nederlandse strip wordt gesitueerd in de jaren 1920, maar eerder bestonden al illustraties die verwant waren met de eigenlijke strip. Een belangrijk kenmerk van de Nederlandse strip is dat strips met onderschriften lange tijd populair bleven, terwijl in de Verenigde Staten en andere Europese landen al voornamelijk strips met tekstballonnen verschenen. De Nederlandse strip werd decennia lang gedomineerd door Marten Toonder en auteurs die in zijn studio werkten.
De Nederlandse strip ontstond voor een groot deel in kranten, maar toch heeft Nederland een belangrijke traditie van tijdschriften met strips: Sjors en Pep, later Eppo, Tom Poes Weekblad, Donald Duck en Tina.
Vanaf de jaren 1960 waren strips niet louter meer voor kinderen en ontstond er ook een culturele waardering voor het genre.

## Geschiedenis

### Voorlopers
In Nederland bestaat er een lange traditie van illustraties bij verhalen, zoals de centsprenten. Ook werden er aan het begin van de 19e eeuw geïllustreerde kinderboeken gedrukt.
Een omslag vond plaats in het midden van de 19e eeuw. Er kwamen verbeterde druktechnieken waardoor illustraties goedkoper konden gedrukt worden. En de Grondwet van 1848 garandeerde de vrijheid van drukpers. Hierdoor zagen veel tijdschriften met illustraties het levenslicht. Er kwamen satirische tijdschriften en ook tijdschriften voor de jeugd, die beide voorlopers van de strip publiceerden. Voorbeelden zijn het Humoristisch Album (1856), Geïllustreerd Stuiversblad (1890), Weekblad Voor De Jeugd (1894), Ons Jongensblad, De Ware Jacob (1901-1916), De Notenkraker en Het Leven. Bekende namen uit deze bladen zijn Jan Linse (1843-1906), Albert Hahn, Leendert Jordaan en Daan Hoeksema.

### Eerste strips
Strips verschenen in dagelijkse afleveringen in kranten, maar ook in speciale bijlagen voor de jeugd, en in kindertijdschriften. Als eerste Nederlandse stripblad wordt Het Dubbeltje, Geïllustreerd Weekblad voor de Jeugd en het Huisgezin (1922) genoemd.
De eerste strips werden overgenomen van buitenlandse kranten. In 1921 verscheen in  Het Rotterdamsch Nieuwsblad de dagelijkse strip Nieuwe Oostersche Sprookjes. Henk Backer vertelde hierin de avonturen van Yoebje en Achmed. En in 1923 volgde in die krant een andere strip van Backer, Tripje en Liezebertha. De strip gaat over figuurtjes uit luciferhout en werd een echte hype.
In de loop van de jaren twintig gingen steeds meer kranten beeldverhalen plaatsen. Het Volk bracht De wereldreis van Bulletje en Bonestaak van schrijver A.M. de Jong en tekenaar George van Raemdonck. De strip liep van 1921 tot 1937 in verschillende socialistische kranten en werd ook in boekvorm uitgegeven met vele herdrukken. Een andere Nederlandse strippionier was G.Th. Rotman, met de strips Lotgevallen van Snuffelgraag en Knagelijntje, over twee muisjes, en Mijnheer Pimpelmans.

### Jaren 30
De kranten publiceerden in de jaren 30 buitenlandse strips met tekstballonnen en bestemd voor een meer volwassen publiek. Vanaf 1936 verschenen ook de grote Amerikaanse stripseries in het weekblad Doe Mee!. Maar de Nederlandse strips bleven voorbehouden voor erg jonge lezers en bleven verschijnen met onderteksten. De verhalen bleven sprookjesachtig en dromerig.

### Jaren 40 en 50
De oorlog was een moeilijke periode door de papierschaarste en de Duitse censuur. Kranten en tijdschriften werden dunner of verdwenen. Toch bood de oorlog ook kansen aan de Nederlandse stripmakers. Amerikaanse strips verdwenen en nieuwe, Nederlandse strips zagen het levenslicht. De bekendste zijn Dick Bos van Alfred Mazure en Tom Poes van Marten Toonder, maar er waren ook stripmakers als Piet van Elk en Wim Meuldijk.

#### Dick Bos
Door de papierschaarste was er geen plaats voor de strip Dick Bos van Alfred Mazure in de kranten. Maar vanaf 1941 verschenen Dick Bos-boekjes. Het ging om beeldromans op klein formaat met een tekening per pagina. Dick Bos is een eerlijke detective die booswichten bestrijdt met jiujitsu en een scherpe tong. Mazure liet zich inspireren door de Amerikaanse tekenaars Alex Raymond en Chester Gould. De  Dick Bos-boekjes werden zo populair dat ze een soortnaam werden voor een heel genre.
Na de Tweede Wereldoorlog kwamen vooral dit soort beeldromans in het oog van een storm. Er werd geageerd tegen deze strips die een slechte invloed op de jeugd zouden uitoefenen.

#### Marten Toonder
Tom Poes verscheen in 1941 in de Nederlandse kranten De Telegraaf en Het Nieuws van de Dag. De strip met als mensen handelende dieren was beïnvloed door het werk van Walt Disney en bouwde voort op de vooroorlogse, Nederlandse traditie, maar was voorzien van een zeer goede ondertekst. Geleidelijk werd de sfeer van de verhalen minder irreëel en werden actuele problemen aangekaart.
Het succes was zo groot dat de stripfiguur vanaf 1947 een eigen stripweekblad kreeg, Tom Poes Weekblad. De strip verscheen ook in het weekblad Donald Duck van 1954 tot 1968.
Toonder creëerde nog andere stripreeksen en bouwde voor, tijdens en na de oorlog een heuse tekenstudio uit. Koning Hollewijn verscheen gedurende twintig jaar in De Telegraaf  en gaat over een goedaardige, filosofisch ingestelde koning zonder echte macht. Andere strips opgezet door Toonder waren Panda, een naïef pandabeertje dat woont in een deftig herenhuis dat hij nauwelijks kan bekostigen, en Kappie, de sterke kapitein van sleepboot ‘De Kraak’.
In de studio van Toonder werkten vele talentvolle tekenaars zoals Hans G. Kresse, Gerrit Stapel, Dick Matena, Fred Julsing, Piet Wijn en Henk Sprenger, en schrijvers als Lo Hartog van Banda en Andries Brandt.

#### Na de oorlog
Na de oorlog konden de kranten weer normaal verschijnen en ze brachten opnieuw stripverhalen. Voortaan was er meer plaats voor meer realistische avonturenverhalen. Naast een kinderstrip als Paulus de boskabouter van Jean Dulieu (Jan van Oort) verschenen er ook avonturenstrips als Kapitein Rob (Pieter Kuhn), Kick Wilstra en Eric de Noorman.
Er verschenen nieuwe tijdschriften waarin ook plaats was voor strips. Naast Tom Poes Weekblad, Donald Duck en Sjors van de Rebellenclub verschenen ook stripbladen als  Rob's Vrienden, Ketelbinkie-krant, Sneeuwvlok, Okidoki, De Eskimo en Fokkie Flink. Maar toch domineerden vaak buitenlandse ballonstrips.
Nieuwe namen van stripmakers waren Henk Albers, Siem Praamsma, Carol Voges en Bert Bus.

### Jaren 60
De jaren 60 zagen een herleving van de Nederlandse strip en de definitieve doorbraak van de ballonstrip. De Belgische stripbladen Kuifje en Robbedoes verschenen op de Nederlandse markt en brachten het werk van Belgische en Franse stripauteurs. Ook het Franse blad Pilote baarde opzien. En Suske en Wiske van de Vlaamse tekenaar Willy Vandersteen brak door in Nederland.
In 1962 verscheen het weekblad Pep met in het begin vooral van oorsprong Franstalige stripreeksen. Maar op de duur gaf het ook kansen aan Nederlandse stripmakers. In 1967 verscheen de eerste Tina, een weekblad voor meisjes met ook veel strips.
Oud-Toondermedewerkers konden nieuwe wegen inslaan: Fred Julsing met Komkommertje in Journaal 2000 en Dick Matena en Lo Hartog van Banda met Ridder Roodhart en De Argonautjes in Pep. Verder waren er Martin Lodewijk met Agent 327 (Pep) en Willy Lohman met Kraaienhove (Het Parool). Een andere belangrijke strip was Arman en Ilva van The Tjong Khing en Lo Hartog van Banda, een sciencefictionstrip over twee jonge mensen in een wereld van supercomputers en ruimtereizen,

#### Underground
Naar buitenlands voorbeeld verschenen er in Nederland ook undergroundstrips in bladen als Aloha en Tante Lenie Presenteert. Namen hierin zijn Arne Zuidhoek, Theo van den Boogaard en Evert Geradts.

### Jaren 70 en 80
In deze jaren werd voortgebouwd op het nieuw elan van de jaren 60. De kranten brengen steeds meer nieuwe strips met namen als Dik Bruynesteyn, Peter van Straaten en Lex Overeijnder.
Na een voorpublicatie in een stripblad volgde steeds vaker een albumuitgave. De bladen Sjors en Pep werden in 1975 samengevoegd en het nieuwe blad Eppo kreeg Frits van der Heide en Martin Lodewijk als redacteurs. Nieuwe namen zijn Henk 't Jong, Uco Egmond, Robert van der Kroft, Gerrit de Jager en Henk Kuijpers. Er kwamen ook andere stripbladen (Titanic, Wordt Vervolgd) maar die waren vaak geen lang leven beschoren.

### Jaren 90
Na het teloorgaan van de striptijdschriften boden kranten nog wel kansen aan strips. Bekend zijn onder andere Heinz van Windig en de Jong en Sigmund van Peter de Wit). Ook in de nieuwe gratis kranten was er plaats voor strips.
Naast de reguliere strips ontstond een  'smallpress-circuit' met talentvolle tekenaars als Erik Kriek, Maaike Hartjes en Jeroen de Leijer en stripbladen als Zone 5300.

### Na 2000
Er bleven striptijdschriften op de markt komen (Myx, Eiser en Pulpman en de terugkeer van Eppo) maar een opvallend fenomeen was het succes van graphic novels. Enkele namen van auteurs in dit genre zijn Peter Pontiac, Marcel Ruijters, Maaike Hartjes, Barbara Stok, Gerrie Hondius , Michiel van de Pol, Paul Teng en Mark Hendriks. Er werden meer strips dan ooit uitgegeven, ook door nieuwe uitgeverijen als Strip2000 en Scratch. Maar de oplagen werden kleiner en strips waren meer een niche-product geworden.

## Culturele erkenning
Na de oorlog werd de strip vaak verguisd. Een waardering voor het medium kwam er pas in de jaren 1960. Belangrijk hierbij waren een tentoonstelling in het Amsterdams Stedelijk Museum in 1962 en de oprichting van Het Stripschap in 1967 en de uitgave van het verenigingsblad Stripschrift. Ook werden stripantiquariaten en gespecialiseerde stripwinkels geopend. Later volgden naar buitenlands voorbeeld stripfestivals en stripmusea.